# Чемпіонат світу з лижних видів спорту 2017
Чемпіонат світу з лижних видів спорту 2017 року — проходив з 22 лютого по 5 березня в фінському місті Лахті. Лахті приймало чемпіонат світу всьоме. До програми чемпіонату входили змагання з бігу на лижах, лижного двоборства та стрибків з трампліна.

## Чемпіони та призери

### Таблиця медалей
| Місце  | Країна    | Золото | Срібло | Бронза | Загалом |
| ------ | --------- | ------ | ------ | ------ | ------- |
| 1      | Норвегія  | 7      | 6      | 5      | 18      |
| 2      | Німеччина | 6      | 3      | 2      | 11      |
| 3      | Росія     | 2      | 4      | 0      | 6       |
| 4      | Австрія   | 2      | 1      | 2      | 5       |
| 5      | Фінляндія | 1      | 1      | 3      | 5       |
| 6      | Італія    | 1      | 1      | 0      | 2       |
| 7      | Польща    | 1      | 0      | 1      | 2       |
| 8      | Канада    | 1      | 0      | 0      | 1       |
| 9      | Японія    | 0      | 2      | 3      | 5       |
| 10     | Швеція    | 0      | 2      | 2      | 4       |
| 11     | США       | 0      | 1      | 2      | 3       |
| 12     | Франція   | 0      | 0      | 1      | 1       |
| Усього | Усього    | 21     | 21     | 21     | 63      |

### Лижні перегони

#### Чоловіки
| Дисципліна             | Золото                                                                     | Золото    | Срібло                                                                      | Срібло    | Бронза                                                                  | Бронза    |
| ---------------------- | -------------------------------------------------------------------------- | --------- | --------------------------------------------------------------------------- | --------- | ----------------------------------------------------------------------- | --------- |
| 15 км вільним стилем   | Ійво Нісканен Фінляндія                                                    | 36:44.0   | Мартін Йонсруд Сунбю Норвегія                                               | 37:01.9   | Ніклас Дюргауг Норвегія                                                 | 37:15.3   |
| Скіатлон 30 км         | Сергій Устюгов Росія                                                       | 1:09:16.7 | Мартін Йонсруд Сунбю Норвегія                                               | 1:09:23.4 | Фінн Гоген Круг Норвегія                                                | 1:09:48.5 |
| 50 км класичним стилем | Алекс Гарві Канада                                                         | 1:46:28.9 | Сергій Устюгов Росія                                                        | 1:46:29.5 | Матті Хейккінен Фінляндія                                               | 1:46:30.3 |
| Естафета 4 × 10 км     | Норвегія Дідрік Тенсет Ніклас Дюргауг Мартін Йонсруд Сунбю Фінн Гоген Круг | 1:37:20.1 | Росія Андрій Ларьков Олександр Безсмертних Олексій Червоткін Сергій Устюгов | 1:37:24.7 | Швеція Данієль Рікардссон Юхан Ульссон Маркус Гельнер Калле Гальварссон | 1:39:51.9 |
| Спринт                 | Федеріко Пеллегріно Італія                                                 | 3:13.76   | Сергій Устюгов Росія                                                        | 3:13.91   | Йоганнес Гесфлут Клебу Норвегія                                         | 3:14.20   |
| Командний спринт       | Росія Микита Крюков Сергій Устюгов                                         | 17:40.69  | Італія Дітмар Неклер Федеріко Пеллегріно                                    | 17:42.83  | Фінляндія Самі Яугоярві Ійво Нісканен                                   | 17:49.33  |

#### Жінки
| Дисципліна             | Золото                                                                  | Золото    | Срібло                                                       | Срібло    | Бронза                                                                        | Бронза    |
| ---------------------- | ----------------------------------------------------------------------- | --------- | ------------------------------------------------------------ | --------- | ----------------------------------------------------------------------------- | --------- |
| 10 км вільним стилем   | Маріт Бйорген Норвегія                                                  | 25:24.9   | Шарлотте Калла Швеція                                        | 26:05.9   | Астрід Якобсен Норвегія                                                       | 26:20.4   |
| Скіатлон 15 км         | Маріт Бйорген Норвегія                                                  |           | Кріста Пярмякоскі Фінляндія                                  |           | Шарлотте Калла Швеція                                                         |           |
| 30 км класичним стилем | Маріт Бйорген Норвегія                                                  | 1:08:36.8 | Гейді Венг Норвегія                                          | 1:08:38.7 | Астрід Якобсен Норвегія                                                       | 1:08:38.7 |
| Естафета 4 × 5 км      | Норвегія Майкен Касперсен Фалла Гейді Венг Астрід Якобсен Маріт Бйорген | 52:21.5   | Швеція Анна Хоґ Шарлотте Калла Ебба Андерссон Стіна Нільссон | 53:23.1   | Фінляндія Айно-Кайса Саарінен Кертту Нісканен Лаура Мононен Кріста Пярмякоскі | 53:23.6   |
| Спринт                 | Майкен Касперсен Фалла Норвегія                                         | 3:02.34   | Джессіка Діггінс США                                         | 3:04.00   | Кіккан Рендолл США                                                            | 3:06.10   |
| Командний спринт       | Норвегія Гейді Венг Майкен Касперсен Фалла                              | 20:20.56  | Росія Юлія Бєлорукова Наталія Матвєєва                       | 20:26.12  | США Сейді Бйорнсен Джессіка Діггінс                                           | 20:38.94  |

### Лижне двоборство
| Дисципліна                                    | Золото                                                               | Золото  | Срібло                                                               | Срібло  | Бронза                                                              | Бронза  |
| --------------------------------------------- | -------------------------------------------------------------------- | ------- | -------------------------------------------------------------------- | ------- | ------------------------------------------------------------------- | ------- |
| Особисті, великий трамплін/10 км              | Йоганнес Рідцек Німеччина                                            | 26:41.6 | Акіто Ватабе Японія                                                  | 26:46.4 | Франсуа Бро Франція                                                 | 26:54.6 |
| Особисті, нормальний трамплін/10 км           | Йоганнес Рідцек Німеччина                                            | 26:19.6 | Ерік Френцель Німеччина                                              | 26:34.5 | Б'єрн Кірхайзен Німеччина                                           | 26:49.6 |
| Командні, номальний трамплін/4 × 5 км         | Німеччина Б'єрн Кірхайзен Ерік Френцель Фабіан Рісле Йоганнес Рідцек |         | Норвегія Магнус Говдаль Моан Мікко Кокслієн Магнус Круг Юрген Гробак |         | Австрія Бернгард Грубер Маріо Зайдль Філіпп Ортер Пауль Герстгразер |         |
| Командний спринт, великий трамплін/2 × 7,5 км | Німеччина Ерік Френцель Йоганнес Рідцек                              | 29:01.8 | Норвегія Магнус Круг Магнус Моан                                     | 29:02.8 | Японія Йосіто Ватабе Акіто Ватабе                                   | 29:12.0 |

### Стрибки з трампліна

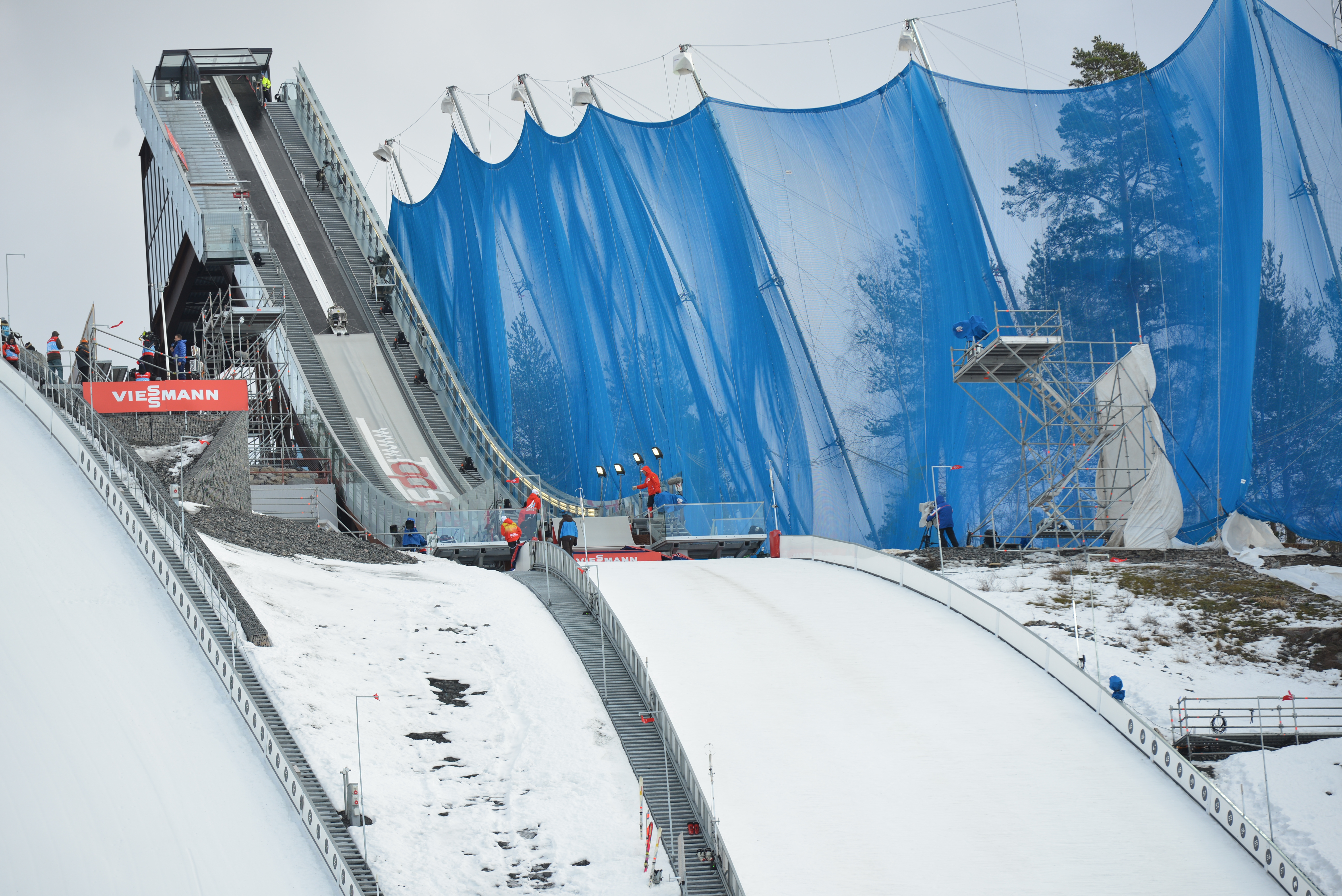
Нормальний трамплін.

#### Чоловіки
| Дисципліна                 | Золото                                                  | Золото | Срібло                                                                              | Срібло | Бронза                                                                 | Бронза |
| -------------------------- | ------------------------------------------------------- | ------ | ----------------------------------------------------------------------------------- | ------ | ---------------------------------------------------------------------- | ------ |
| Нормальний трамлін         | Штефан Крафт Австрія                                    | 270.8  | Андреас Веллінгер Німеччина                                                         | 268.7  | Маркус Айзенбіхлер Німеччина                                           | 263.6  |
| Великий трамлін            | Штефан Крафт Австрія                                    | 279.3  | Андреас Веллінгер Німеччина                                                         | 278.0  | Пйотр Жила Польща                                                      | 276.7  |
| Командні, великий трамплін | Польща Пйотр Жила Давід Кубацький Мацей Кот Каміль Стох | 1104.2 | Норвегія Андерс Фаннемель Йоганн Андре Форфанг Даніель-Андре Танде Андреас Стьєрнен | 1078.5 | Австрія Міхаель Гайбек Мануель Феттнер Грегор Шліренцауер Штефан Крафт | 1068.9 |

#### Жінки
| Дисципліна                    | Золото                | Золото | Срібло         | Срібло | Бронза               | Бронза |
| ----------------------------- | --------------------- | ------ | -------------- | ------ | -------------------- | ------ |
| Особисті, нормальний трамплін | Каріна Фогт Німеччина | 254.6  | Юкі Іто Японія | 252.6  | Сара Таканасі Японія | 251.1  |

#### Змішані
| Дисципліна                           | Золото                                                                | Золото | Срібло                                                                           | Срібло | Бронза                                              | Бронза |
| ------------------------------------ | --------------------------------------------------------------------- | ------ | -------------------------------------------------------------------------------- | ------ | --------------------------------------------------- | ------ |
| Змішана команда, нормальний трамплін | Німеччина Каріна Фогт Маркус Айзенбіхлер Свеня Вюрт Андреас Веллінгер | 1035.5 | Австрія Даніела Ірашко-Штольц Міхаель Гайбек Жаклін Зайдфрідсбергер Штефан Крафт | 999.3  | Японія Сара Таканасі Таку Такеуті Юкі Іто Дайкі Іто | 979.7  |

## Виноски
1. ↑  Men's 50 kilometre freestyle results
2. ↑  Men's sprint results
3. ↑  Women's 30 kilometre freestyle results
4. ↑  Women's 4 × 5 kilometre relay results
5. ↑  Women's sprint results
6. ↑  Team sprint large hill/2 × 7,5 km results
7. ↑  Individual large hill results
8. ↑  Men's team large hill results